# Dino Mikanović
Dino Mikanović, né le 7 mai 1994 à Nova Gradiška en Croatie, est un footballeur croate qui évolue au poste d'arrière droit au Hajduk Split.

## Biographie

### En club
Né à Nova Gradiška en Croatie, Dino Mikanović est formé par le NK Osijek avant de poursuivre sa formation à l'Hajduk Split. Il joue son premier match en professionnel le 21 avril 2013 contre le NK Slaven Belupo en championnat. Il entre en jeu à la place de Ivan Vuković et les deux équipes se neutralisent (1-1).
Le 15 juillet 2015, Dino Mikanović rejoint l'AGF Aarhus, où il signe un contrat courant jusqu'en juin 2019. Il joue son premier match sous ses nouvelles couleurs le 2 août 2015 face au Randers FC. Il est titularisé puis remplacé à la 77e minute de jeu par Josip Elez, et son équipe l'emporte par trois buts à deux.
Le 19 février 2019, Dino Mikanović s'engage en faveur du Kaïrat Almaty. Mikanović inscrit son premier et unique but pour le Kaïrat Almaty le 31 mars 2019, lors d'une rencontre de championnat face au FK Aktobe. Il est titularisé et participe à la victoire de son équipe par trois buts à un.
Le 28 janvier 2022, Dino Mikanović fait son retour dans le club de ses débuts, l'Hajduk Split. Il signe un contrat de deux ans avec une année en option,.
Il marque son premier but depuis son retour le 8 mai 2022, lors d'une rencontre de championnat face au HNK Rijeka. Il participe ce jour-là à la victoire des siens (0-3 score final).

### En sélection
Dino Mikanović joue son premier match avec l'équipe de Croatie espoirs le 13 août 2013, contre le Liechtenstein. Il est titularisé et son équipe l'emporte par cinq buts à zéro.

## Palmarès
Hajduk Split
- Vainqueur de la Coupe de Croatie en 2022.